# Artur Cieślak
Artur Andrzej Cieślak (ur. 30 grudnia 1968 roku w Szczecinie) – polski kompozytor, pianista, krytyk muzyczny i pedagog. 

## Życiorys
Jest absolwentem Akademii Muzycznej im. Fryderyka Chopina (obecnie Uniwersytet Muzyczny Fryderyka Chopina) w Warszawie, uczniem Reginy Smendzianki i Jerzego Romaniuka (1987–1992). Był stypendystą Towarzystwa im. Fryderyka Chopina w Warszawie (1988), Ministerstwa  Kultury i Sztuki (1990) oraz laureatem fundacji "Primus Inter Pares” (1992). Już w czasie studiów rozwijał intensywną działalność koncertową. Występował w kraju i za granicą (Austria, Niemcy, Ukraina, Włochy). Wiele jego nagrań znajduje się w archiwach polskiego radia i telewizji. Zdobył I dyplom honorowy na Międzynarodowym Konkursie Pianistycznym im. Marii Canals w Barcelonie (1991) oraz zajął IV miejsce (wyróżnienie) na VI Międzynarodowym  Konkursie  Pianistycznym im. F. Chopina w Palma de Mallorca (1992).
Od połowy lat dziewięćdziesiątych skoncentrował się na kompozycji. Podjął studia w Katedrze Kompozycji i Teorii Muzyki pod kierunkiem Jana Astriaba w poznańskiej Akademii Muzycznej im. Ignacego Jana Paderewskiego (1998–2003). Tam jego Sonata na klarnet i fortepian otrzymała I nagrodę na Ogólnopolskim Konkursie Kompozytorskim z okazji 80-lecia tej Uczelni (2000). Na arenę międzynarodową wszedł w roku 2003 Reminiscencją i Sonatą na saksofon i fortepian, które zostały zaprezentowane podczas XIII Światowego Kongresu Saksofonowego w Minneapolis (USA). Jego utwory wykonywane były między innymi na takich imprezach muzyczny w kraju, jak:
- Międzynarodowy Festiwal Pianistyczny Królewskiego Miasta Krakowa,
- Międzynarodowy Festiwal „Laboratorium Muzyki Współczesnej” w Warszawie i Białymstoku,
- Festiwal Polskiej Muzyki Współczesnej Musica Polonica Nova we Wrocławiu,
- Międzynarodowy Festiwal Muzyki Współczesnej „Poznańska Wiosna Muzyczna”,
- Międzynarodowy Festiwal Od Chopina do Góreckiego – źródła i inspiracje w Warszawie,
- Warszawskie Spotkania Muzyczne,
- Międzynarodowy Festiwal Saksofonowy w Szczecinie,
- Koncerty "Muzyczne Pory Roku" Oddziału Warszawskiego ZKP,
- Śląskie Dni Muzyki Współczesnej w Katowicach,
- Wiosenne Koncerty Gitarowe w Szczecinie,
- Koncerty Uniwersyteckie w Szczecinie.

Z lokalizacji dokonań zagranicznych należy wymienić Belgię, Grecję i Stany Zjednoczone. 
W 2008 roku ukończył Podyplomowe Studia Kompozycji w Uniwersytecie Muzycznym Fryderyka Chopina w Warszawie w klasie Mariana Borkowskiego. W 2009 Reminiscencja oraz Niedopowiedzenia zostały zakwalifikowane do finału konkursu The International Music Prize for Excellence in Composition w Salonikach, a kompozytor otrzymał The Certificate of Achievement in Music Composition. W 2012 uzyskał stopień naukowy doktora z zakresu kompozycji - promotor prof. Marian Borkowski - na Wydziale Kompozycji, Dyrygentury i Teorii Muzyki Uniwersytetu Muzycznego Fryderyka Chopina w Warszawie. W 2015 zakwalifikował się do półfinału the International Composition Competition "Maurice Ravel" w Bergamo. W tym samym roku De Profundis znalazło się wśród pięciu wybranych kompozycji na konkursie "Canticum Novum" podczas XIX Międzynarodowego Festiwalu Chóralnego "Cro Patria" w Splicie.
Od roku 1997 jest korespondentem dwutygodnika Ruch Muzyczny i na jego łamach ogłosił szereg artykułów i recenzji.
Jego działalność pedagogiczna wiąże się z Uniwersytetem Szczecińskim (1998–2010), szczecińską Akademią Sztuki (od 2010) i szczecińską średnią szkołą muzyczną.
Artur Cieślak jest członkiem  Stowarzyszenia Polskich Artystów Muzyków (od 1992), Związku Kompozytorów Polskich (od 2004), Stowarzyszenia Autorów ZAiKS (od 2007), Stowarzyszenia "Laboratorium Muzyki Współczesnej" (od 2008) i Polskiego Towarzystwa Muzyki Współczesnej (od 2010).

## Ważniejsze kompozycje
- Capricornus na fortepian (1991-1999),
- Muzyka na koniec wieku na dwa fortepiany (1991–1999),
- Etiudy na fortepian (1996–1999),
- Musica notturna (I) na fortepian i orkiestrę (1996–2006),
- Preludium chorałowe na fortepian (1999),
- Sonata na klarnet i fortepian (2000, druga wersja 2006),
- Reminiscencja na saksofon i fortepian (2002),
- Sonata na saksofon i fortepian (2003, druga wersja 2006),
- Koncert na klarnet i orkiestrę (2003-2007),
- Collage (I) na saksofon, gitarę i wiolonczelę (2004, druga wersja 2005, wersja na klarnet, marimbę, wibrafon i wiolonczelę 2013),
- Koncert na dwa saksofony i orkiestrę (2004, druga wersja 2012),
- Cadenza na wiolonczelę (2004),
- Musica notturna II na zespół saksofonowy, fortepian, perkusję i orkiestrę kameralną (2005, druga wersja 2006),
- Collage II, III i IV na saksofon, gitarę i wiolonczelę (2005, wersja na klarnet, marimbę, wibrafon i wiolonczelę 2013),
- Niedopowiedzenia na wiolonczelę i fortepian (2006, druga wersja 2007),
- Kwartet smyczkowy (2006),
- Odcienie ciszy na altówkę i fortepian (2007, druga wersja 2009),
- Wokaliza na taśmę (2007),
- Cantata in tempus quadragesimae na tenor solo, dwa chóry mieszane, perkusję i smyczki (2007, druga wersja 2012),
- Trzy pieśni do wierszy Tadeusza Różewicza na głos i fortepian (2008),
- Monolog na saksofon altowy (2008, wersja na klarnet 2012),
- Dies irae na chór mieszany a cappella (2008, druga wersja 2011), wydano drukiem pierwszą wersję // W: Twórczość chóralna współczesnych kompozytorów szczecińskich w aspekcie problematyki wykonawczej / Iwona Wiśniewska-Salamon. Szczecin : Wyd. Naukowe Uniwersytetu Szczecińskiego, 2010 s. 173-186,
- Groteska na fortepian na lewą rękę (2008, druga wersja 2009, trzecia wersja 2015, czwarta wersja 2017),
- Epigram na fortepian na lewą rękę (2009),
- Koncert fortepianowy na lewą rękę i orkiestrę symfoniczną (2009-2010). Rec.: XVI Międzynarodowy Festiwal Laboratorium Muzyki Współczesnej (Białystok, 27-29 listopada 2009) / Marcin Tadeusz Łukaszewski // W: Musica Sacra Nova 2009/2010 R. 3/4 nr 3/4 s. 612; ISSN 2080-766X, ISBN 978-83-925220-1-0,
- Ekspresje na orkiestrę symfoniczną (2012),
- I Sonata fortepianowa "Post - Neo" na lewą rękę (2013-2014),
- Cellofonia na wiolonczelę (2014, druga wersja 2017),
- Psalm LVII na mezzosopran i perkusję (2014),
- Muzyka na instrumenty dęte i perkusję (2014–2015),
- De Profundis na 8-głosowy chór mieszany a cappella (2015), wydano drukiem // W: Canticum Novum XIX. XIX Medunarodni zborski festival Cro Patria 2015. Glazbena Mladeż, Split 2015 s. 48.
- Symfonia przestrzeni na orkiestrę symfoniczną (2016),
- Sinfonia na 15 instrumentów smyczkowych (2017),
- Trio na skrzypce, klarnet i fortepian (2017).

## Opracowania
- Stanisław Moniuszko: Kwartet i chór kobiet z II aktu opery „Straszny dwór” – opracowanie na nonet saksofonowy lub orkiestrę saksofonową (2003),
- Stanisław Moniuszko: Mazur z opery „Halka” – opracowanie na oktet saksofonowy lub orkiestrę saksofonową (2004),
- Suita z baletu „Pan Twardowski” Ludomira Różyckiego – opracowanie na oktet saksofonowy lub orkiestrę saksofonową (2005-2010),
- Mieczysław Karłowicz: Nie płacz nade mną; Z erotyków; Pamiętam ciche, jasne, złote dnie; Rdzawe liście; Mów do mnie jeszcze - pięć pieśni w opracowaniu na głos, perkusję i kwintet smyczkowy lub orkiestrę smyczkową (2009),
- Fryderyk Chopin: Życzenie, Smutna rzeka, Gdzie lubi, Śliczny chłopiec, Melodia, Poseł, Piosnka litewska - siedem pieśni w opracowaniu na głos i orkiestrę smyczkową (2010),
- Trzy kolędy: Przybieżeli do Betlejem, Wśród nocnej ciszy, Dzisiaj w Betlejem - w opracowaniu na kwartet smyczkowy (2010).

## Dyskografia
- Sonata na klarnet i fortepian [w:] Zapomniane i nowe utwory na klarnet kompozytorów szczecińskich XIX, XX i XXI wieku. Szczecin : WM Elektro, 2008.
- Dies irae [w:] Twórczość chóralna współczesnych kompozytorów szczecińskich. Szczecin : KabART, 2008/2009, ścieżka 4. CD jest załącznikiem do publikacji: Twórczość chóralna współczesnych kompozytorów szczecińskich / Iwona Wiśniewska-Salamon. Szczecin, 2010.

## Ważniejsze publikacje
- Intelektualne, emocjonalne i duchowe aspekty twórczego wykonawstwa fortepianowego, Zeszyty Naukowe Akademii Muzycznej w Warszawie 1993 nr 26,
- Stefan Rieger, Glenn Gould i sztuka fugi, Ruch Muzyczny 1998 nr 8 s. 38–40,
- Wokół Festiwalu Młodych Pianistów w Siedlcach, Ruch Muzyczny 1998 nr 16 s. 22–24,
- Akt twórczy w wykonawstwie fortepianowym, Ruch Muzyczny 1998 nr 25 s. 8–10,
- Przed Europejskim Konkursem Chopinowskim, Ruch Muzyczny 1999 nr 5 s. 21,
- Szczecińska orkiestra Academia, Ruch Muzyczny 1999 nr 12 s. 8–9,
- Arturo Benedetti Michelangeli artystą idealnym?, Ruch Muzyczny 2000 nr 1 s. 38–39,
- VI Festiwal im. Lutosławskiego w Szczecinie, Ruch Muzyczny 2000 nr 25 s. 22,
- Rok Bachowski w Szczecinie, Ruch Muzyczny 2001 nr 4 s. 15-16,
- Rok Mozartowski w Szczecinie, Ruch Muzyczny 2002 nr 6 s. 16,
- Od Chopina do Góreckiego, Ruch Muzyczny 2003 nr 19 s. 18–20,
- Od Chopina do Góreckiego – źródła i inspiracje, Ruch Muzyczny 2004 nr 18 s. 14–16,
- Po raz siódmy w Akademii, Ruch Muzyczny 2005 nr 17 s. 24–25,
- Wysokie loty, Ruch Muzyczny 2006 nr 17 s. 16–17,
- IX Międzynarodowy Kurs i Festiwal „Od Chopina do Góreckiego”, Ruch Muzyczny 2007 nr 17 s. 10–11,
- XIV Międzynarodowy Festiwal Laboratorium Muzyki Współczesnej, Warszawa, 30 listopada – 2 grudnia, Ruch Muzyczny 2008 nr 1 s. 22-23,
- Dialog religii, dialog kultur muzycznych : XVIII Międzynarodowy Festiwal Muzyki Sakralnej "Gaude Mater", Częstochowa, 1-6 maja, Ruch Muzyczny 2008 nr 12 s. 10-13, fot.,
- "Od Chopina do Góreckiego" po raz dziesiąty, Ruch Muzyczny 2008 nr 17/18 s. 27-28, fot.,
- Laboratorium Muzyki Współczesnej 1985-2008: fakty - liczby - zestawienia, Musica Sacra Nova 2008 nr 2 s. 183-190,
- W prostocie siła?: XV Laboratorium Muzyki Współczesnej, Ruch Muzyczny 2008 nr 26 s.19-20, fot.,
- XX Międzynarodowy Festiwal Muzyki Sakralnej "Gaude Mater" (Częstochowa, 30 kwietnia - 6 maja 2010 r.) [w:] Seminare : poszukiwania naukowe. Vol. 30. Warszawa 2011 s. 305-308; ISSN 1232-8766,
- Kilka refleksji jubileuszowych. Panu Profesorowi Marianowi Borkowskiemu w osiemdziesiątą rocznicę urodzin [w:] Spotkania z Mistrzem. Marian Borkowski w oczach uczniów i przyjaciół. Warszawa 2014 s. 27-30. ISBN 978-83-938696-2-6.